# Pycnodontiformes

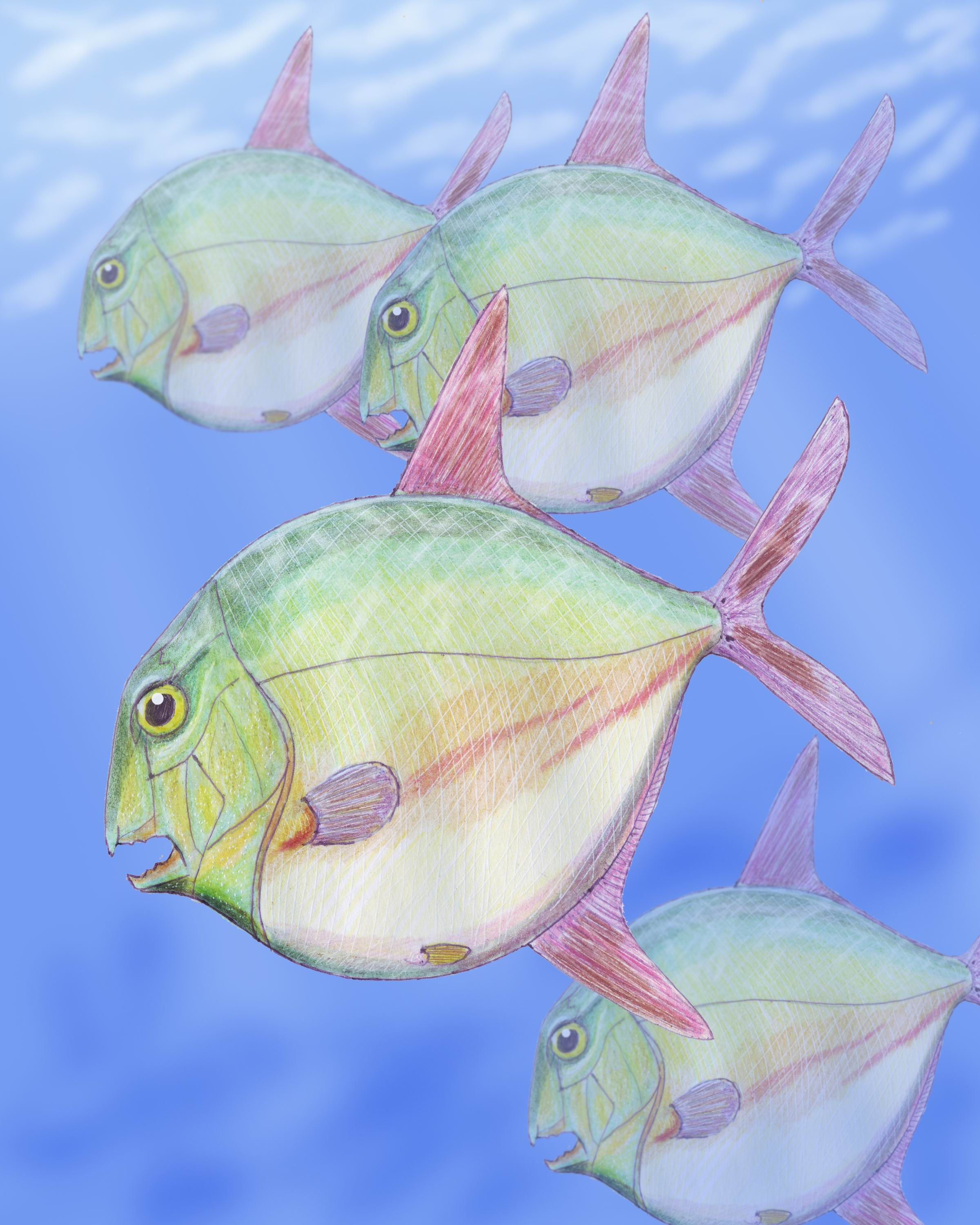
Lebensbild von Gyrodus hexagonus. Fossilien dieses pflasterzähnigen Gyrodontiden finden sich in den oberjurassischen Plattenkalken von Solnhofen

Die Pycnodontiformes (Pflasterzahnfische) sind eine ausgestorbene Ordnung der Knochenfische (Osteichthyes). Sie lebten von der Oberen Trias bis zum Eozän. Bisher wurden etwa 650 Arten in 37 Gattungen wissenschaftlich beschrieben.

## Beschreibung
Die Pycnodontiformes hatten meist eine hochrückige Gestalt. Rücken- und Afterflosse waren saumartig verlängert; die Schwanzflosse war homocerk. Bei fortschrittlichen Pycnodontiformes war nur der Vorderkörper beschuppt. Ihre Schnauze war etwas verlängert und mit flachen, abgerundeten Zähnen besetzt. Wahrscheinlich ernährten sie sich von hartschaligen Wirbellosen wie Muscheln, Schnecken, Stachelhäutern und Krebstieren. Alle Pycnodontiformes bis auf den benthischen Coccodus lebten pelagisch.

## Lebensweise
Die Pycnodontiformes waren vor allem Bewohner der Riffe und Lagunen am Rande der Tethys. Nach der Öffnung des Atlantik im Jura besiedelten sie auch das neu entstandene Meer. Fossilien der Pycnodontiformes fand man unter anderem in der italienischen Fossillagerstätte Monte Bolca und in Solnhofen in Bayern sowie im Ouled-Abdoun-Becken in Marokko.

## Fossilbericht und Evolution
Die Pycnodontiformes sind vorwiegend in Form von Schuppen, Knochen und Zähnen fossil überliefert, manche Gattungen wurden ausschließlich auf der Grundlage von Zähnen beschrieben. Anhand solcher Zeugnisse lässt sich die Stammesgeschichte dieser Fischgruppe über einen Zeitraum von 175 Millionen Jahren verfolgen. Ihr Fossilbericht reicht von der Obertrias (Norium) der nördlichen Ränder der Tethys (heute in Norditalien und Österreich) bis in das Eozän. Ihre Blütezeit mit einer raschen Entwicklung neuer Arten liegt in Jura und Kreide. Im Mesozoikum und im Paläogen sind sie weltweit ein wichtiger Bestandteil fossiler Fischvergesellschaftungen.

## Systematik
Die Pycnodontiformes werden entweder als Schwestergruppe der Echten Knochenfische (Teleostei) betrachtet oder nehmen eine basale Stellung innerhalb der Neopterygii ein.

## Familien
- Brembodontidae
- Coccodontidae
- Gibbodontidae
- Gladiopycnodontidae
- Gebrayelichthyidae
- Gyrodontidae
- Hadrodontidae
- Mesturidae
- Pycnodontidae
- Serrasalmimidae[4]
- Trewavasiidae
- Incertae sedis
  - Piranhamesodon pinnatomus[5]

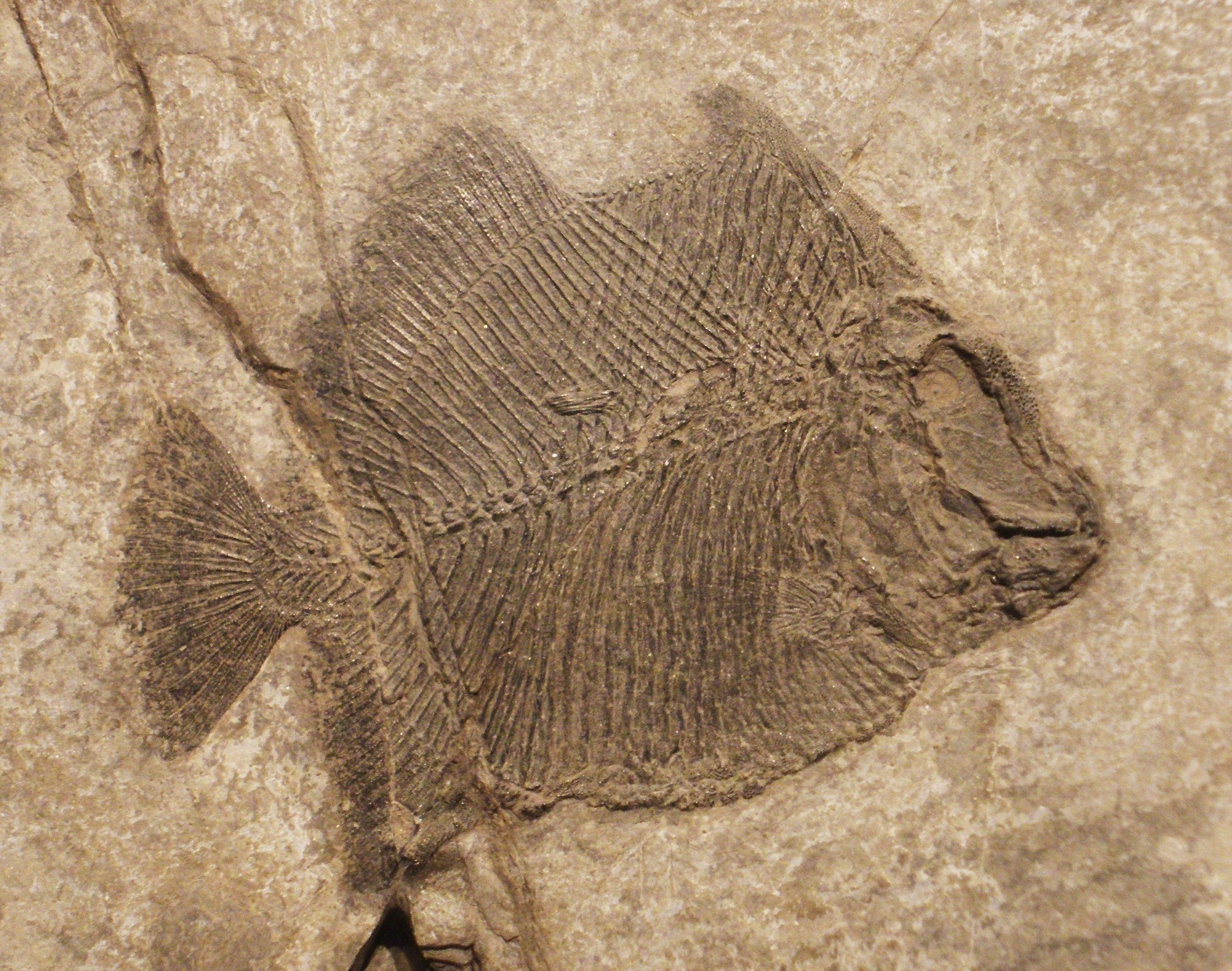
Brembodus ridens (Brembodontidae)
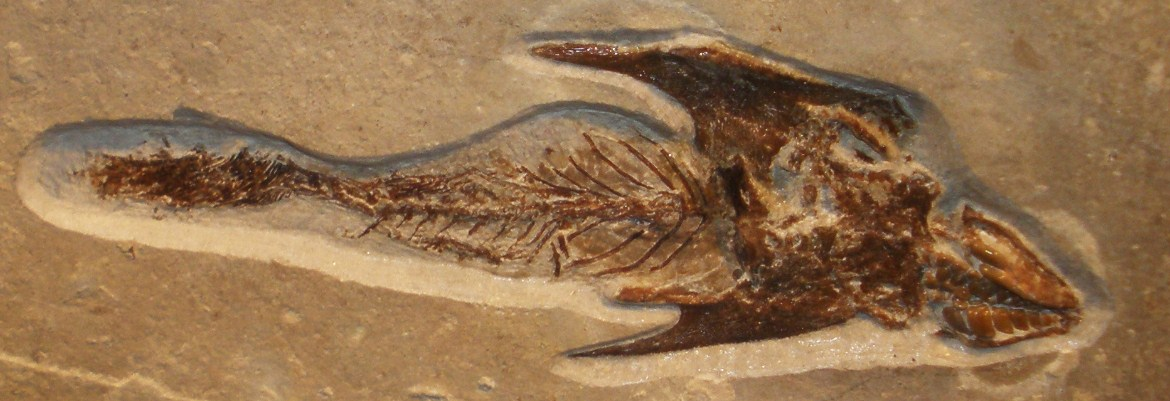
Coccodus sp. (Coccodontidae)
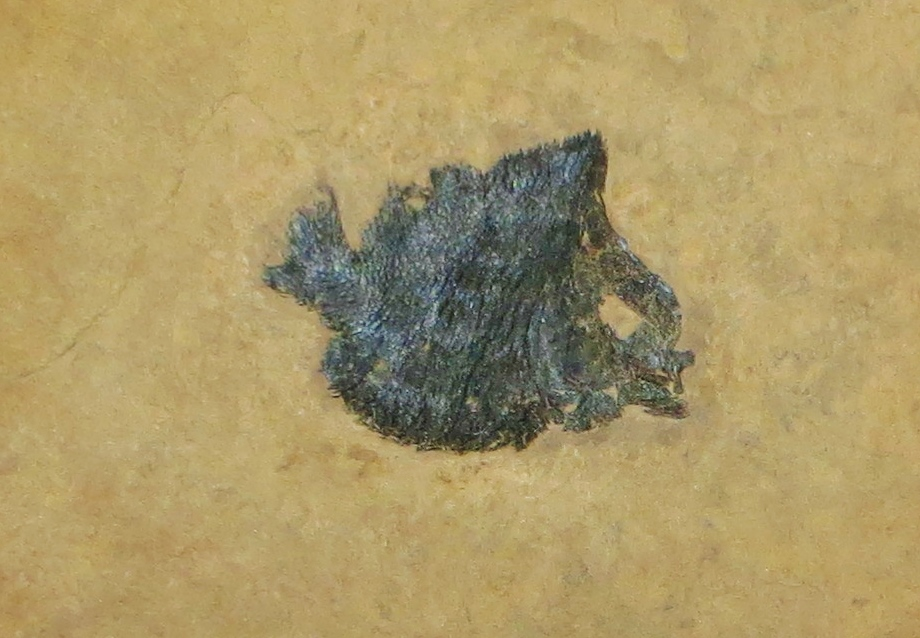
Gibbodon cenensis (Gibbodontidae)
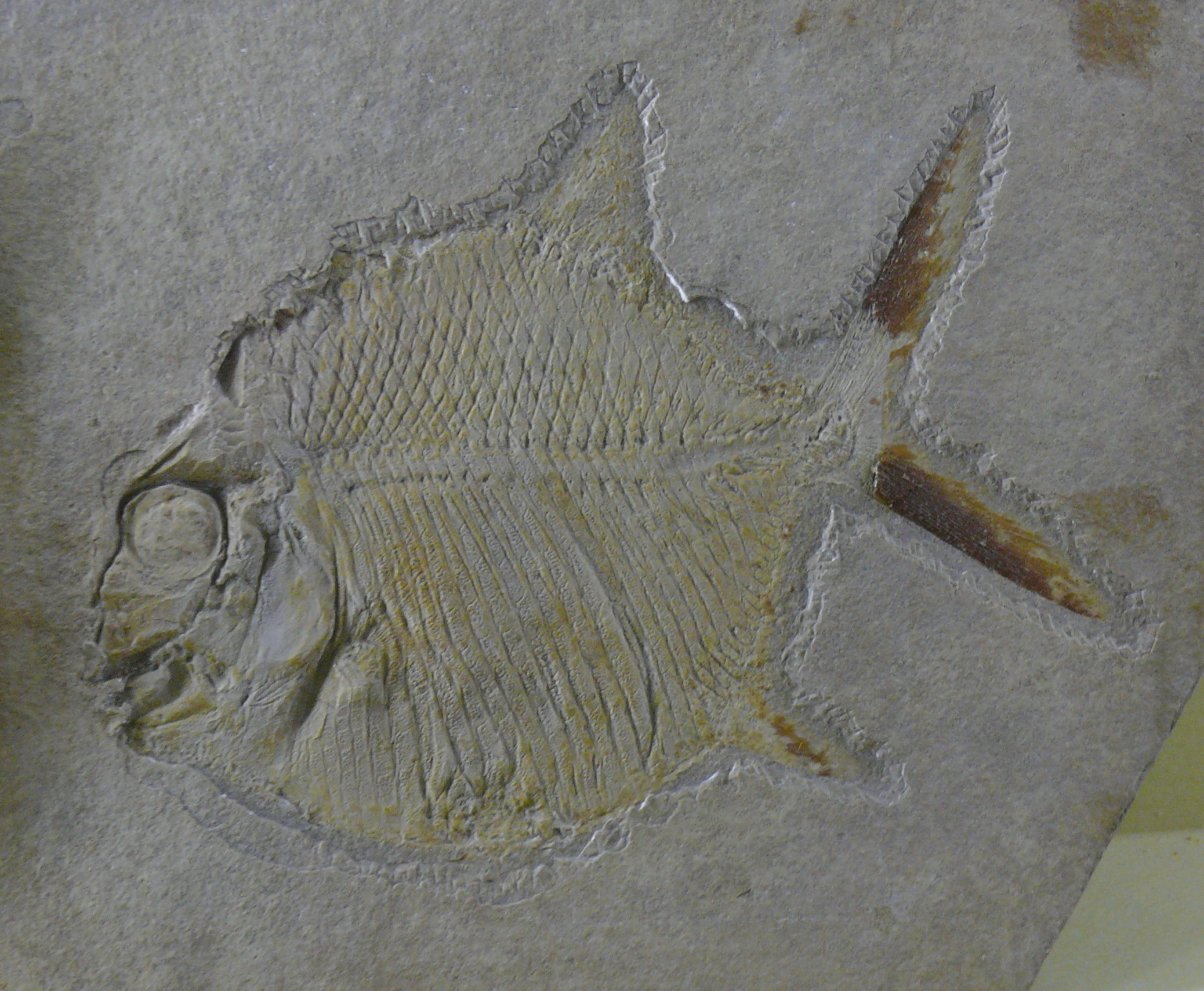
Gyrodus hexagonus (Gyrodontidae)
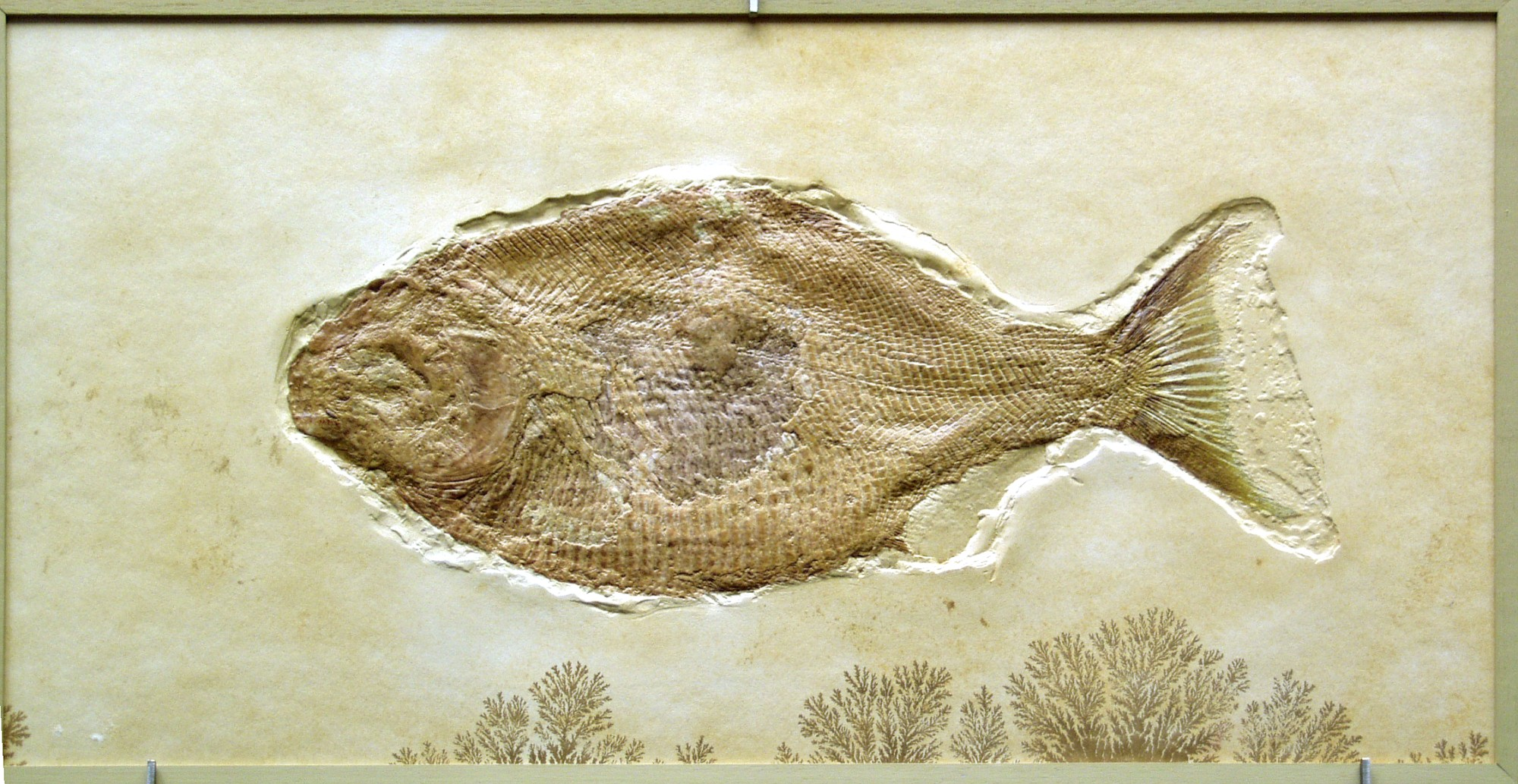
Mesturus verrucosus (Mesturidae)
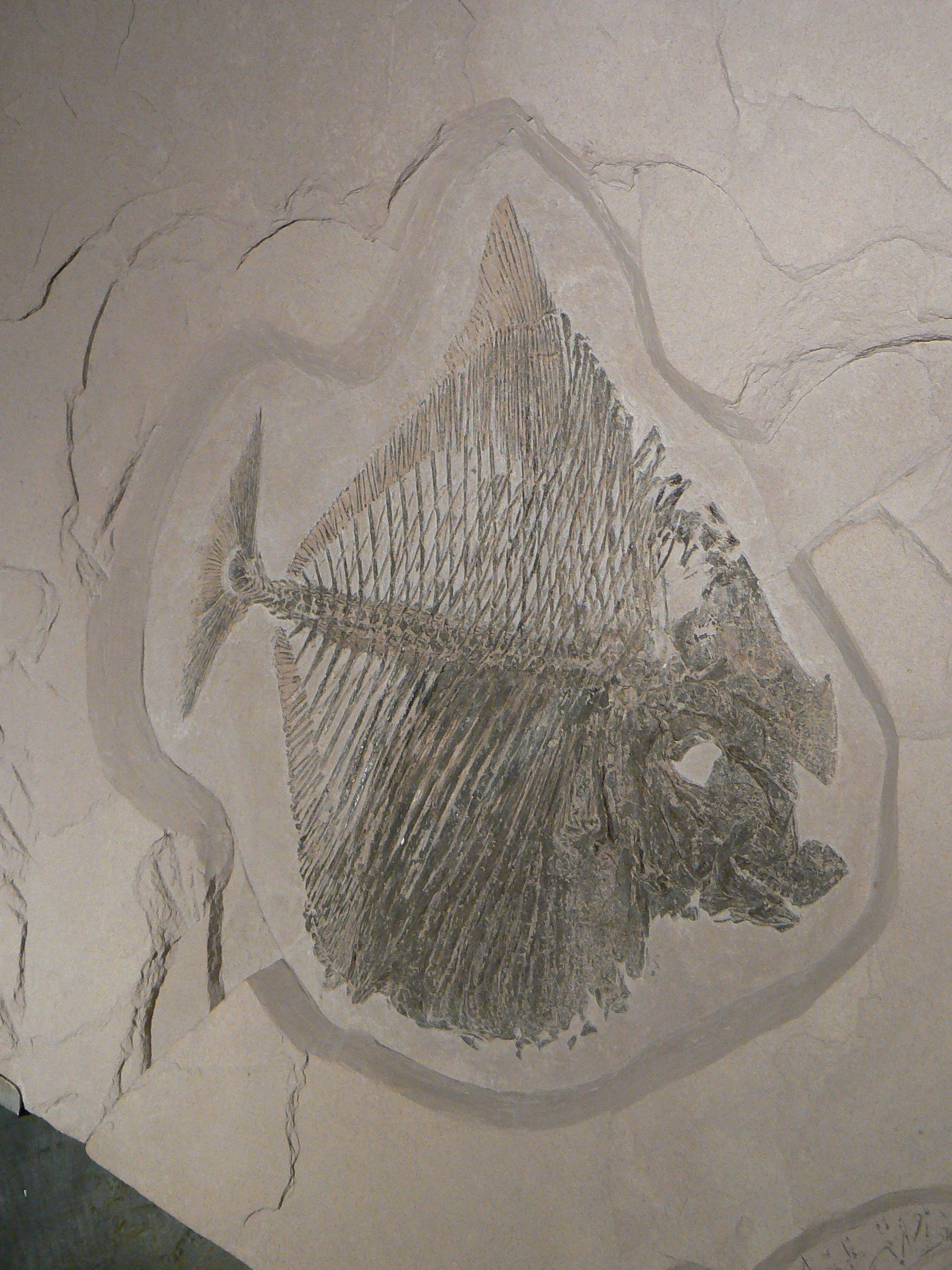
Nursallia cf. gutturosum (Pycnodontidae)
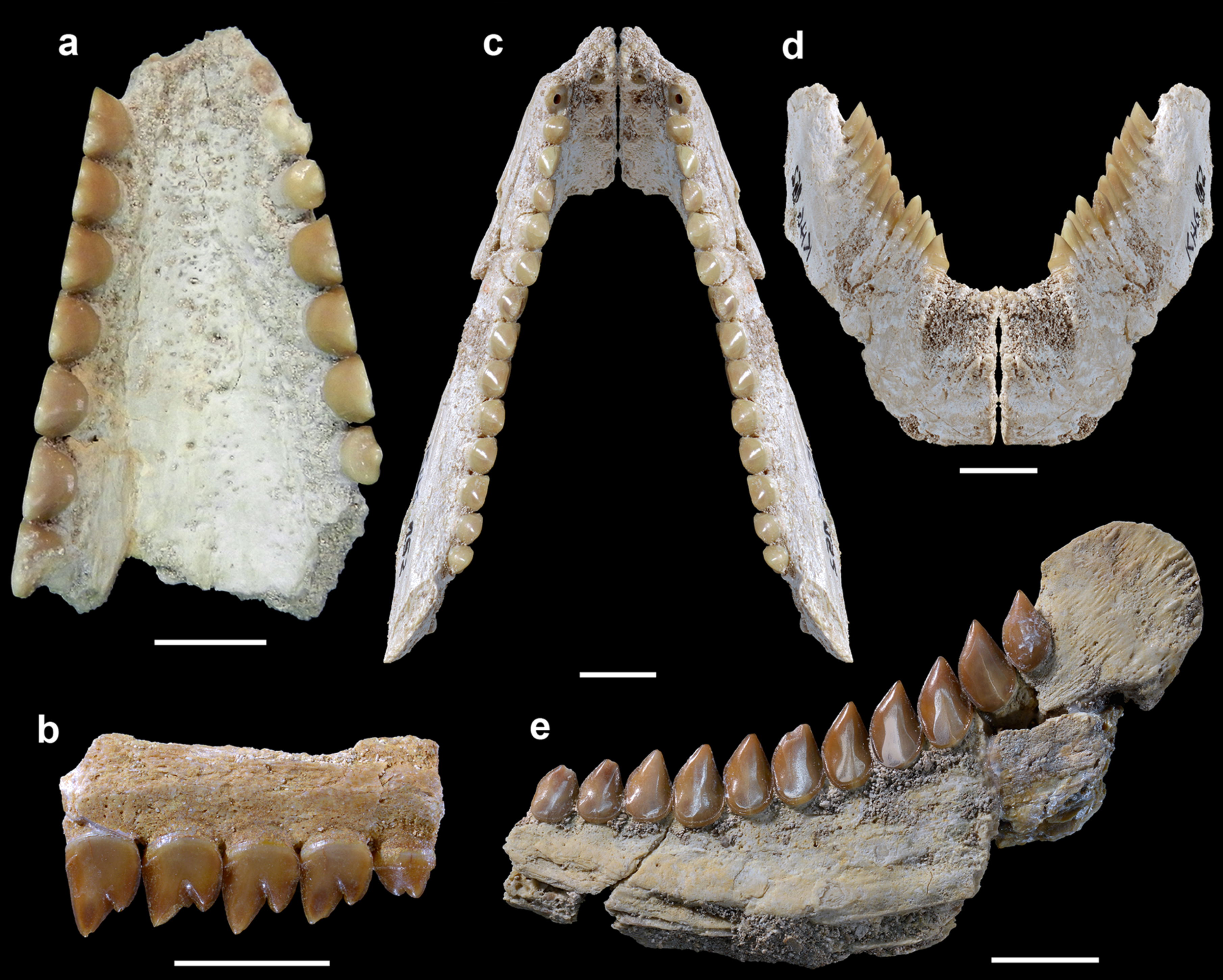
Kiefer von Serrasalmimus
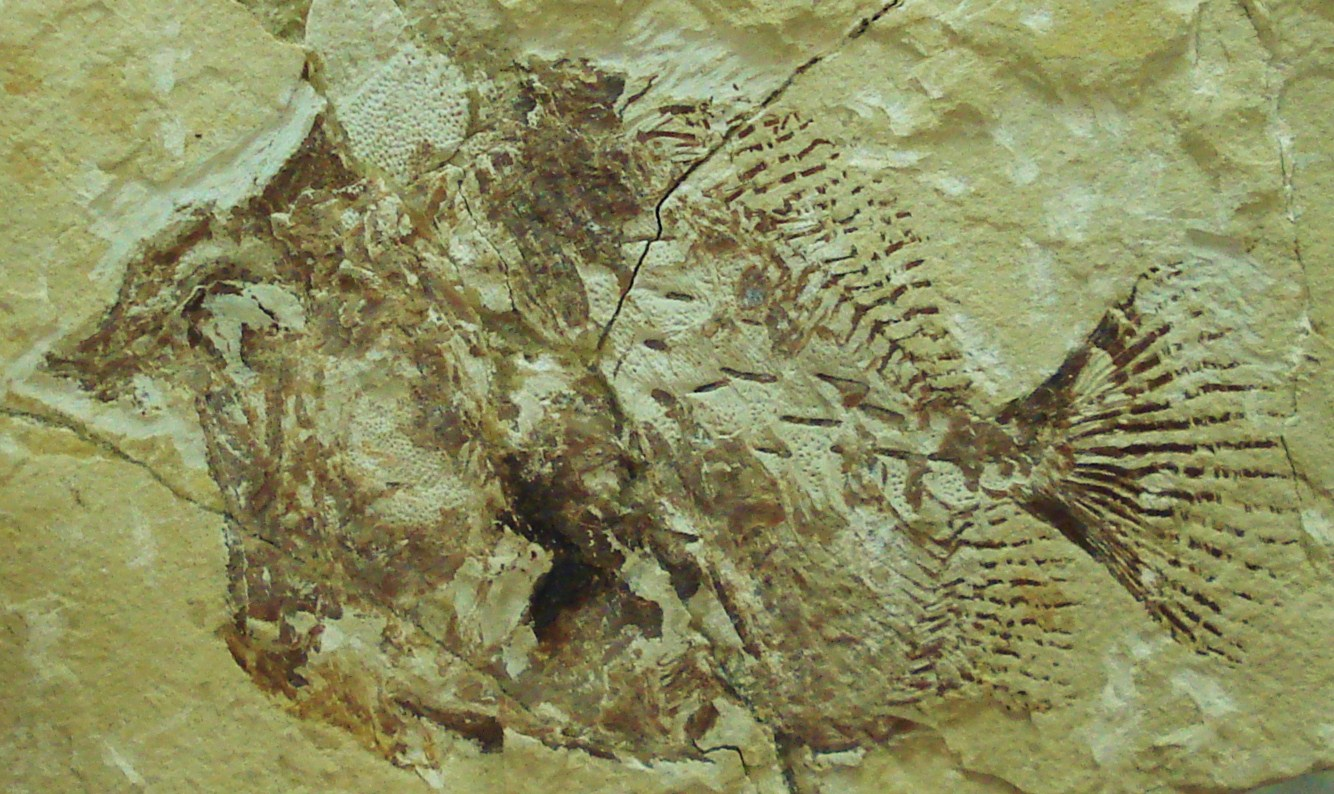
Trewavasia carinata (Trewavasiidae)